# Francesco Locatelli
Francesco Locatelli (* 9. März 1920 in Moggio (Lombardei); † 12. Dezember 1978 in Vigevano) war ein italienischer Radrennfahrer.

## Sportliche Laufbahn
Locatelli war Straßenradsportler, bestritt aber auch Querfeldeinrennen (heutige Bezeichnung Cyclocross). Als Amateur gewann er 1949 die Polen-Rundfahrt vor Marin Niculescu. er war der erste Ausländer, der die Rundfahrt gewinnen konnte.
1946 wurde er Unabhängiger und 1951 Berufsfahrer im Radsportteam Arbus. In den Rennen der Monumente des Radsports war der 71. Platz in der Lombardei-Rundfahrt 1948 sein bestes Resultat. Er blieb bis 1656 als Radprofi aktiv, hatte jedoch keine Erfolge zu verzeichnen.